# Campeonato Mundial de Natação em Piscina Curta de 2018
O Campeonato Mundial de Natação em Piscina Curta de 2018 foi a 14ª edição da competição organizada pela Federação Internacional de Natação (FINA). Foi realizada em Hangzhou, na China, entre os dias 11 a 16 de dezembro.

## Calendário
Um total de 46 eventos foram disputados:
| H | Eliminatórias | ½ | Semifinal | F | Final |

| Data →               | Ter 11 | Ter 11 | Qua 12 | Qua 12 | Qui 13 | Qui 13 | Sex 14 | Sex 14 | Sáb 15 | Sáb 15 | Dom 16 | Dom 16 |
| Evento ↓             | M      | N      | M      | N      | M      | N      | M      | N      | M      | N      | M      | N      |
| -------------------- | ------ | ------ | ------ | ------ | ------ | ------ | ------ | ------ | ------ | ------ | ------ | ------ |
| 50 metros livre      |        |        |        |        | H      | ½      |        | F      |        |        |        |        |
| 100 metros livre     |        |        |        |        |        |        |        |        | H      | ½      |        | F      |
| 200 metros livre     |        |        | H      | F      |        |        |        |        |        |        |        |        |
| 400 metros livre     | H      | F      |        |        |        |        |        |        |        |        |        |        |
| 1500 metros livre    |        |        |        |        |        |        |        |        | H      |        |        | F      |
| 50 metros costas     |        |        |        |        | H      | ½      |        | F      |        |        |        |        |
| 100 metros costas    | H      | ½      |        | F      |        |        |        |        |        |        |        |        |
| 200 metros costas    |        |        |        |        |        |        |        |        |        |        | H      | F      |
| 50 metros peito      |        |        |        |        |        |        |        |        | H      | ½      |        | F      |
| 100 metros peito     | H      | ½      |        | F      |        |        |        |        |        |        |        |        |
| 200 metros peito     |        |        |        |        | H      | F      |        |        |        |        |        |        |
| 50 metros borboleta  |        |        |        |        |        |        | H      | ½      |        | F      |        |        |
| 100 metros borboleta |        |        | H      | ½      |        | F      |        |        |        |        |        |        |
| 200 metros borboleta | H      | F      |        |        |        |        |        |        |        |        |        |        |
| 100 metros medley    |        |        |        |        | H      | ½      |        | F      |        |        |        |        |
| 200 metros medley    | H      | F      |        |        |        |        |        |        |        |        |        |        |
| 400 metros medley    |        |        |        |        |        |        |        |        | H      | F      |        |        |
| 4×50 metros livre    |        |        |        |        |        |        | H      | F      |        |        |        |        |
| 4×100 metros livre   | H      | F      |        |        |        |        |        |        |        |        |        |        |
| 4×200 metros livre   |        |        |        |        |        |        | H      | F      |        |        |        |        |
| 4×50 metros medley   |        |        |        |        |        |        |        |        | H      | F      |        |        |
| 4×100 metros medley  |        |        |        |        |        |        |        |        |        |        | H      | F      |

| Data →               | Ter 11 | Ter 11 | Qua 12 | Qua 12 | Qui 13 | Qui 13 | Sex 14 | Sex 14 | Sáb 15 | Sáb 15 | Dom 16 | Dom 16 |
| Evento ↓             | M      | N      | M      | N      | M      | N      | M      | N      | M      | N      | M      | N      |
| -------------------- | ------ | ------ | ------ | ------ | ------ | ------ | ------ | ------ | ------ | ------ | ------ | ------ |
| 50 metros livre      |        |        |        |        |        |        |        |        | H      | ½      |        | F      |
| 100 metros livre     |        |        | H      | ½      |        | F      |        |        |        |        |        |        |
| 200 metros livre     | H      | F      |        |        |        |        |        |        |        |        |        |        |
| 400 metros livre     |        |        |        |        |        |        | H      | F      |        |        |        |        |
| 800 metros livre     |        |        | H      |        |        | F      |        |        |        |        |        |        |
| 50 metros costas     |        |        |        |        |        |        | H      | ½      |        | F      |        |        |
| 100 metros costas    | H      | ½      |        | F      |        |        |        |        |        |        |        |        |
| 200 metros costas    |        |        |        |        | H      | F      |        |        |        |        |        |        |
| 50 metros peito      | H      | ½      |        | F      |        |        |        |        |        |        |        |        |
| 100 metros peito     |        |        |        |        |        |        | H      | ½      |        | F      |        |        |
| 200 metros peito     |        |        |        |        |        |        |        |        |        |        | H      | F      |
| 50 metros borboleta  |        |        |        |        | H      | ½      |        | F      |        |        |        |        |
| 100 metros borboleta |        |        |        |        |        |        |        |        | H      | ½      |        | F      |
| 200 metros borboleta |        |        | H      | F      |        |        |        |        |        |        |        |        |
| 100 metros medley    |        |        |        |        | H      | ½      |        | F      |        |        |        |        |
| 200 metros medley    |        |        |        |        |        |        |        |        | H      | F      |        |        |
| 400 metros medley    | H      | F      |        |        |        |        |        |        |        |        |        |        |
| 4×50 metros livre    |        |        |        |        |        |        |        |        |        |        | H      | F      |
| 4×100 metros livre   | H      | F      |        |        |        |        |        |        |        |        |        |        |
| 4×200 metros livre   |        |        |        |        |        |        |        |        | H      | F      |        |        |
| 4×50 metros medley   |        |        | H      | F      |        |        |        |        |        |        |        |        |
| 4×100 metros medley  |        |        |        |        |        |        |        |        |        |        | H      | F      |

| Data →             | Ter 11 | Ter 11 | Qua 12 | Qua 12 | Qui 13 | Qui 13 | Sex 14 | Sex 14 | Sáb 15 | Sáb 15 | Dom 16 | Dom 16 |
| Evento ↓           | M      | N      | M      | N      | M      | N      | M      | N      | M      | N      | M      | N      |
| ------------------ | ------ | ------ | ------ | ------ | ------ | ------ | ------ | ------ | ------ | ------ | ------ | ------ |
| 4×50 metros livre  |        |        | H      | F      |        |        |        |        |        |        |        |        |
| 4×50 metros medley |        |        |        |        | H      | F      |        |        |        |        |        |        |

## Medalhistas

### Masculino
| Evento                   | Ouro | Ouro       | Prata | Prata    | Bronze | Bronze   |
| 50 m livre detalhes      | Vladimir Morozov · Rússia | 20.33      | Caeleb Dressel · Estados Unidos | 20.54    | Brad Tandy · África do Sul | 20.94    |
| 100 m livre detalhes     | Caeleb Dressel · Estados Unidos | 45.62      | Vladimir Morozov · Rússia | 45.64    | Chad le Clos · África do Sul | 45.89    |
| 200 m livre detalhes     | Blake Pieroni · Estados Unidos | 1:41.49    | Danas Rapšys · Lituânia | 1:41.78  | Alexander Graham · Austrália | 1:42.28  |
| 400 m livre detalhes     | Danas Rapšys · Lituânia | 3:34.01 ,  | Henrik Christiansen · Noruega | 3:36.64  | Gabriele Detti · Itália | 3:37.54  |
| 1500 m livre detalhes    | Mykhailo Romanchuk · Ucrânia | 14:09.14 , | Gregorio Paltrinieri · Itália | 14:09.87 | Henrik Christiansen · Noruega                                                                                                   | 14:19.39 |
| 50 m costas detalhes     | Evgeny Rylov · Rússia | 22.58      | Ryan Murphy · Estados Unidos | 22.63    | Shane Ryan · Irlanda | 22.76    |
| 100 m costas detalhes    | Ryan Murphy · Estados Unidos | 49.23      | Xu Jiayu · China | 49.26    | Kliment Kolesnikov · Rússia | 49.40    |
| 200 m costas detalhes    | Evgeny Rylov · Rússia | 1:47.02    | Ryan Murphy · Estados Unidos | 1:47.34  | Radosław Kawęcki · Polónia Mitch Larkin · Austrália                                                                             | 1:48.25  |
| 50 m peito detalhes      | Cameron van der Burgh · África do Sul | 25.41      | Ilya Shymanovich · Bielorrússia | 25.77    | Felipe Lima · Brasil | 25.80    |
| 100 m peito detalhes     | Cameron van der Burgh · África do Sul | 56.01      | Ilya Shymanovich · Bielorrússia | 56.10    | Yasuhiro Koseki · Japão | 56.13    |
| 200 m peito detalhes     | Kirill Prigoda · Rússia | 2:00.16    | Qin Haiyang · China | 2:01.15  | Marco Koch · Alemanha | 2:01.42  |
| 50 m borboleta detalhes  | Nicholas Santos · Brasil | 21.81      | Chad le Clos · África do Sul | 21.97    | Dylan Carter · Trinidad e Tobago                                                                                                | 22.38    |
| 100 m borboleta detalhes | Chad le Clos · África do Sul | 48.50      | Caeleb Dressel · Estados Unidos | 48.71    | Li Zhuhao · China | 49.25    |
| 200 m borboleta detalhes | Daiya Seto · Japão | 1:48.24    | Chad le Clos · África do Sul | 1:48.32  | Li Zhuhao · China | 1:50.39  |
| 100 m medley detalhes    | Kliment Kolesnikov · Rússia | 50.63      | Marco Orsi · Itália | 51.03    | Hiromasa Fujimori · Japão | 51.53    |
| 200 m medley detalhes    | Wang Shun · China | 1:51.01    | Josh Prenot · Estados Unidos | 1:52.69  | Hiromasa Fujimori · Japão | 1:52.73  |
| 400 m medley detalhes    | Daiya Seto · Japão | 3:56.43    | Thomas Fraser-Holmes · Austrália | 4:02.74  | Brandonn Almeida · Brasil | 4:03.71  |
| 4x50 m livre detalhes    | Caeleb Dressel (20.43 ) · Ryan Held (20.25) · Jack Conger (20.59) · Michael Chadwick (20.53) · Michael Andrew[a] · Michael Jensen[a] · Kyle DeCoursey[a] · Estados Unidos           | 1:21.80    | Vladimir Morozov (20.39) · Evgeny Sedov (20.82) · Ivan Kuzmenko (20.64) · Evgeny Rylov (20.37) · Kliment Kolesnikov[a] · Sergey Fesikov[a] · Rússia                                                        | 1:22.22  | Santo Condorelli (21.27) · Andrea Vergani (20.44) · Lorenzo Zazzeri (20.57) · Alessandro Miressi (20.62) · Itália               | 1:22.90  |
| 4x100 m livre detalhes   | Caeleb Dressel (45.66) · Blake Pieroni (45.75) · Michael Chadwick (45.86) · Ryan Held (45.76) · Kyle DeCoursey[a] · Michael Jensen[a] · Matt Grevers[a] · Estados Unidos            | 3:03.03    | Vladislav Grinev (46.38) · Sergey Fesikov (46.21) · Vladimir Morozov (45.06) · Kliment Kolesnikov (45.46) · Evgeny Rylov[a] · Ivan Kuzmenko[a] · Mikhail Vekovishchev[a] · Ivan Girev[a] · Rússia          | 3:03.11  | Matheus Santana (46.83) · Marcelo Chierighini (46.37) · César Cielo (46.34) · Breno Correia (45.61) · Brasil                    | 3:05.15  |
| 4x200 m livre detalhes   | Luiz Altamir Melo (1:42.03) · Fernando Scheffer (1:40.99) · Leonardo Coelho Santos (1:42.81) · Breno Correia (1:40.98) · Leonardo de Deus[a] · Brasil                               | 6:46.81    | Martin Malyutin (1:42.34) · Mikhail Vekovishchev (1:41.57) · Ivan Girev (1:41.85) · Aleksandr Krasnykh (1:41.08) · Mikhail Dovgalyuk[a] · Vladislav Grinev[a] · Rússia                                     | 6:46.84  | Ji Xinjie (1:42.67) · Xu Jiayu (1:41.68) · Sun Yang (1:41.25) · Wang Shun (1:41.93) · Shang Keyuan[a] · Qian Zhiyong[a] · China | 6:47.53  |
| 4x50 m medley detalhes   | Kliment Kolesnikov (22.87) · Oleg Kostin (25.36) · Mikhail Vekovishchev (22.09) · Evgeny Rylov (20.22) · Kirill Prigoda[a] · Roman Shevliakov[a] · Ivan Kuzmenko[a] · Rússia        | 1:30.54    | Ryan Murphy (22.73) · Michael Andrew (26.16) · Caeleb Dressel (21.70) · Ryan Held (20.31) · Matt Grevers[a] · Andrew Wilson[a] · Jack Conger[a] · Michael Chadwick[a] · Estados Unidos                     | 1:30.90  | Guilherme Guido (22.97) · Felipe Lima (25.48) · Nicholas Santos (22.02) · César Cielo (21.02) · Matheus Santana[a] · Brasil     | 1:31.49  |
| 4x100 m medley detalhes  | Ryan Murphy (49.63) · Andrew Wilson (56.84) · Caeleb Dressel (48.28) · Ryan Held (45.23) · Matt Grevers[a] · Michael Andrew[a] · Jack Conger[a] · Blake Pieroni[a] · Estados Unidos | 3:19.98 ,  | Kliment Kolesnikov (49.62) · Kirill Prigoda (55.98) · Mikhail Vekovishchev (50.00) · Vladimir Morozov (45.01) · Andrey Shabasov[a] · Oleg Kostin[a] · Alexandr Kharlanov[a] · Vladislav Grinev[a] · Rússia | 3:20.61  | Ryosuke Irie (49.95) · Yasuhiro Koseki (55.91) · Takeshi Kawamoto (49.58) · Katsumi Nakamura (45.63) · Yuma Edo[a] · Japão      | 3:21.07  |

### Feminino
| Evento                   | Ouro | Ouro      | Prata | Prata   | Bronze | Bronze    |
| 50 m livre detalhes      | Ranomi Kromowidjojo · Países Baixos | 23.19     | Femke Heemskerk · Países Baixos | 23.67   | Etiene Medeiros · Brasil | 23.76     |
| 100 m livre detalhes     | Ranomi Kromowidjojo · Países Baixos | 51.14     | Femke Heemskerk · Países Baixos | 51.60   | Mallory Comerford · Estados Unidos | 51.63     |
| 200 m livre detalhes     | Ariarne Titmus · Austrália | 1:51.38   | Mallory Comerford · Estados Unidos | 1:51.81 | Femke Heemskerk · Países Baixos | 1:52.36   |
| 400 m livre detalhes     | Ariarne Titmus · Austrália | 3:53.92   | Wang Jianjiahe · China | 3:54.56 | Li Bingjie · China | 3:57.99   |
| 800 m livre detalhes     | Wang Jianjiahe · China | 8:04.35   | Simona Quadarella · Itália | 8:08.03 | Leah Smith · Estados Unidos | 8:08.75   |
| 50 m costas detalhes     | Olivia Smoliga · Estados Unidos | 25.88     | Caroline Pilhatsch · Áustria | 25.99   | Holly Barratt · Austrália | 26.04     |
| 100 m costas detalhes    | Olivia Smoliga · Estados Unidos | 56.19     | Katinka Hosszú · Hungria | 56.26   | Georgia Davies · Reino Unido Minna Atherton · Austrália                                                                                     | 56.74     |
| 200 m costas detalhes    | Lisa Bratton · Estados Unidos | 2:00.71   | Kathleen Baker · Estados Unidos | 2:00.79 | Emily Seebohm · Austrália | 2:01.37   |
| 50 m peito detalhes      | Alia Atkinson · Jamaica | 29.05     | Rūta Meilutytė · Lituânia | 29.38   | Martina Carraro · Itália | 29.59     |
| 100 m peito detalhes     | Alia Atkinson · Jamaica | 1:03.51   | Katie Meili · Estados Unidos | 1:03.63 | Jessica Hansen · Austrália | 1:04.61   |
| 200 m peito detalhes     | Annie Lazor · Estados Unidos | 2:18.32   | Bethany Galat · Estados Unidos | 2:18.62 | Fanny Lecluyse · Bélgica | 2:18.85   |
| 50 m borboleta detalhes  | Ranomi Kromowidjojo · Países Baixos | 24.47 ,   | Holly Barratt · Austrália | 24.80   | Kelsi Dahlia · Estados Unidos | 24.97     |
| 100 m borboleta detalhes | Kelsi Dahlia · Estados Unidos | 55.01     | Kendyl Stewart · Estados Unidos | 56.22   | Daiene Dias · Brasil | 56.31     |
| 200 m borboleta detalhes | Katinka Hosszú · Hungria | 2:01.60   | Kelsi Dahlia · Estados Unidos | 2:01.73 | Suzuka Hasegawa · Japão | 2:04.04   |
| 100 m medley detalhes    | Katinka Hosszú · Hungria | 57.26     | Runa Imai · Japão | 57.85   | Alia Atkinson · Jamaica | 58.11     |
| 200 m medley detalhes    | Katinka Hosszú · Hungria | 2:03.25   | Melanie Margalis · Estados Unidos | 2:04.62 | Kathleen Baker · Estados Unidos | 2:05.54   |
| 400 m medley detalhes    | Katinka Hosszú · Hungria | 4:21.40   | Melanie Margalis · Estados Unidos | 4:25.84 | Fantine Lesaffre · França | 4:27.31 = |
| 4x50 m livre detalhes    | Madison Kennedy (24.05) · Mallory Comerford (23.28) · Kelsi Dahlia (23.37) · Erika Brown (23.33) · Lia Neal[a] · Olivia Smoliga[a] · Veronica Burchill[a] · Estados Unidos                     | 1:34.03 , | Ranomi Kromowidjojo (23.60) · Femke Heemskerk (23.32) · Kim Busch (23.84) · Valerie van Roon (23.79) · Maaike de Waard[a] · Países Baixos                     | 1:34.55 | Holly Barratt (24.04) · Emily Seebohm (24.10) · Minna Atherton (24.02) · Carla Buchanan (24.18) · Ariarne Titmus[a] · Austrália             | 1:36.34   |
| 4x100 m livre detalhes   | Olivia Smoliga (52.71) · Lia Neal (52.58) · Mallory Comerford (51.09) · Kelsi Dahlia (51.40) · Veronica Burchill[a] · Erika Brown[a] · Estados Unidos                                          | 3:27.78   | Kim Busch (53.19) · Femke Heemskerk (50.93) · Maaike de Waard (53.13) · Ranomi Kromowidjojo (50.77) · Valerie van Roon[a] · Países Baixos                     | 3:28.02 | Zhu Menghui (52.58) · Yang Junxuan (52.28) · Liu Xiaohan (53.26) · Wang Jingzhuo (52.80) · China                                            | 3:30.92   |
| 4x200 m livre detalhes   | Li Bingjie (1:54.56) · Yang Junxuan (1:53.06) · Zhang Yuhan (1:53.94) · Wang Jianjiahe (1:52.52) · Ai Yanhan[a] · Liu Xiaohan[a] · China                                                       | 7:34.08   | Leah Smith (1:55.85) · Mallory Comerford (1:53.00) · Melanie Margalis (1:53.59) · Erika Brown (1:52.86) · Lia Neal[a] · Veronica Burchill[a] · Estados Unidos | 7:35.30 | Ariarne Titmus (1:52.22) · Minna Atherton (1:54.73) · Carla Buchanan (1:54.82) · Abbey Harkin (1:54.63) · Austrália                         | 7:36.40   |
| 4x50 m medley detalhes   | Olivia Smoliga (25.97) · Katie Meili (29.29) · Kelsi Dahlia (24.02) · Mallory Comerford (23.10) · Kathleen Baker[a] · Kendyl Stewart[a] · Erika Brown[a] · Estados Unidos                      | 1:42.38   | Fu Yuanhui (26.20) · Suo Ran (29.63) · Wang Yichun (24.84) · Wu Yue (23.64) · China                                                                           | 1:44.31 | Maaike de Waard (26.46) · Kim Busch (30.73) · Ranomi Kromowidjojo (24.21) · Femke Heemskerk (23.17) · Países Baixos                         | 1:44.57   |
| 4x100 m medley detalhes  | Olivia Smoliga (55.86) · Katie Meili (1:03.52) · Kelsi Dahlia (54.89) · Mallory Comerford (51.31) · Kathleen Baker[a] · Melanie Margalis[a] · Kendyl Stewart[a] · Lia Neal[a] · Estados Unidos | 3:45.58   | Fu Yuanhui (56.86) · Shi Jinglin (1:03.97) · Zhang Yufei (56.21) · Zhu Menghui (51.76) · Wang Yichun[a] · Yang Junxuan[a] · China                             | 3:48.80 | Margherita Panziera (58.39) · Martina Carraro (1:04.47) · Elena Di Liddo (56.41) · Federica Pellegrini (52.11) · Ilaria Bianchi[a] · Itália | 3:51.38   |

### Misto
| Evento                       | Ouro | Ouro    | Prata | Prata   | Bronze | Bronze  |
| 4x50 m livre misto detalhes  | Caeleb Dressel (20.43) · Ryan Held (20.60) · Mallory Comerford (23.44) · Kelsi Dahlia (23.42) · Michael Andrew[a] · Michael Chadwick[a] · Olivia Smoliga[a] · Madison Kennedy[a] · Estados Unidos | 1:27.89 | Jesse Puts (21.17) · Stan Pijnenburg (21.18) · Ranomi Kromowidjojo (23.09) · Femke Heemskerk (23.07) · Kim Busch[a] · Valerie van Roon[a] · Países Baixos | 1:28.51 | Vladimir Morozov (20.75) · Evgeny Sedov (20.66) · Maria Kameneva (23.66) · Rozaliya Nasretdinova (23.66) · Evgeny Rylov[a] · Ivan Kuzmenko[a] · Arina Surkova[a] · Rússia | 1:28.73 |
| 4x50 m medley misto detalhes | Olivia Smoliga (25.85) · Michael Andrew (25.75) · Kelsi Dahlia (24.71) · Caeleb Dressel (20.09) · Ryan Murphy[a] · Katie Meili[a] · Kendyl Stewart[a] · Michael Chadwick[a] · Estados Unidos      | 1:36.40 | Jesse Puts (23.87) · Ties Elzerman (26.01) · Ranomi Kromowidjojo (24.27) · Femke Heemskerk (22.90) · Maaike de Waard[a] · Kim Busch[a] · Países Baixos    | 1:37.05 | Kliment Kolesnikov (22.97) · Oleg Kostin (25.52) · Rozaliya Nasretdinova (25.23) · Maria Kameneva (23.61) · Evgeny Rylov[a] · Arina Surkova[a] · Rússia                   | 1:37.33 |

a  Nadadores que participaram apenas nas eliminatórias e receberam medalhas.

## Quadro de medalhas
Nação anfitriã
| Ordem | País              | Medalha de ouro | Medalha de prata | Medalha de bronze | Total |
| ----- | ----------------- | --------------- | ---------------- | ----------------- | ----- |
| 1     | Estados Unidos    | 17              | 15               | 4                 | 36    |
| 2     | Rússia            | 6               | 5                | 3                 | 14    |
| 3     | Hungria           | 4               | 1                | 0                 | 5     |
| 4     | Países Baixos     | 3               | 6                | 2                 | 11    |
| 5     | China             | 3               | 5                | 5                 | 13    |
| 6     | África do Sul     | 3               | 2                | 2                 | 7     |
| 7     | Austrália         | 2               | 2                | 8                 | 12    |
| 8     | Japão             | 2               | 1                | 5                 | 8     |
| 9     | Brasil            | 2               | 0                | 6                 | 8     |
| 10    | Jamaica           | 2               | 0                | 1                 | 3     |
| 11    | Lituânia          | 1               | 2                | 0                 | 3     |
| 12    | Ucrânia           | 1               | 0                | 0                 | 1     |
| 13    | Itália            | 0               | 3                | 4                 | 7     |
| 14    | Bielorrússia      | 0               | 2                | 0                 | 2     |
| 15    | Noruega           | 0               | 1                | 1                 | 2     |
| 16    | Áustria           | 0               | 1                | 0                 | 1     |
| 16    | Alemanha          | 0               | 0                | 1                 | 1     |
| 16    | Bélgica           | 0               | 0                | 1                 | 1     |
| 16    | França            | 0               | 0                | 1                 | 1     |
| 16    | Grã-Bretanha      | 0               | 0                | 1                 | 1     |
| 16    | Irlanda           | 0               | 0                | 1                 | 1     |
| 16    | Polônia           | 0               | 0                | 1                 | 1     |
| 16    | Trinidad e Tobago | 0               | 0                | 1                 | 1     |
| Total | Total             | 46              | 46               | 48                | 140   |

Legenda
| Recorde mundial       | Recorde mundial (World record)               |                       | Recorde africano                      | Recorde africano (African) |                                           | Q | Classificado por posição (Qualified) |
| Recorde do campeonato | Recorde do campeonato (Championship record)  | Recorde da América    | Recorde da América (Americas)         | q                          | Classificado por melhor tempo (Qualified) |   |                                      |
| Melhor marca do ano   | Melhor marca do ano (World leading)          | Recorde asiático      | Recorde asiático (Asian)              | DNS                        | Não largou (Did not start)                |   |                                      |
| Recorde nacional      | Recorde nacional (National record)           | Recorde europeu       | Recorde europeu (European)            | DNF                        | Não terminou (Did not finish)             |   |                                      |
| Recorde pessoal       | Recorde pessoal do atleta (Personal best)    | Recorde da Oceania    | Recorde da Oceania (Oceania)          | DSQ / DQ                   | Desclassificado (Disqualified)            |   |                                      |
| Recorde da temporada  | Recorde da temporada do atleta (Season best) | Recorde sul-americano | Recorde sul-americano (South America) | NM                         | Sem marca (No mark)                       |   |                                      |